# Szárnyas hólyagcsiga
A szárnyas hólyagcsiga (Physa fontinalis) egész Európában honos, állóvizekben élő, levegőt lélegző csigafaj. Háza a legtöbb csigafajjal ellentétben balra kanyarodik.

## Külseje
A szárnyas hólyagcsiga háza 10–14 mm magas, 6–8 mm széles, 4-5 kanyarulatból áll. Akárcsak a Planorboidea öregcsalád többi tagjának, az ő háza is balra csavarodik, vagyis szemből nézve a szájadék bal kézre esik. A ház ovális, halvány szaruszínű, vékony falú, nagyon fényes. A csúcs lekerekített, az utolsó kanyarulat erősen kitágul, így az egész ház hólyagszerű.  

## Elterjedése és életmódja
Egész Európában elterjedt. Északon Norvégiában a 61. szélességi fokig hatol, keleten pedig Nyugat-Szibériáig. Előfordul a Kanári-szigeteken, Törökországban is Irakban is.
A tiszta vizű, növényekben gazdag, lassan mozgó vagy állóvizeket kedveli. Tavakban, víztározókban, lassan mozgó folyókban él. A kiszáradást nem viseli el. A sótartalmat 0,6%-ig, a pH-t 5,4-9,6 között tolerálja, általánosságban jelenléte kevéssé szennyezett vizet jelent. Svájcban 1000 m magasságig fordul elő. Vízinövényekkel, hínárral, korhadó növényi részekkel táplálkozik.
Szaporodási időszaka májustól augusztusig tart, fél milliméter átmérőjű petéit 5-22-es csomagokban rakja le a vízinövények felületére, évente 1-3 ízben. Mérsékelt égöv alatt (Franciaországban) a peték 18-20 nap múlva kelnek ki. Az ősszel kikelő csigák áttelelnek és élettartamuk összesen 11-14 hónap, míg a tavasszal kikelő csigák még annak az évnek a telén, fél év után elpusztulnak.
Magyarországon nem védett.